# Llista de reusencs
A continuació es presenta una llista dels reusencs més destacats per ordre alfabètic del primer cognom. També s'inclouen persones que s'han significat a la ciutat de Reus:
| Índex A B C D E F G H I J K L M N O P Q R S T U V W X Y Z |

## A
- Antònia Abelló Filella, (1913 - 1984), feminista
- Tomàs Abelló Llopart (1848 - Barcelona 1897), comerciant i polític
- Josep Abelló Padró (1949 -), polític i alcalde de Reus
- Francesc Abelló Pascual (1892 - 1973), psiquiatre
- Joan Abelló Pascual (1895-1983), farmacèutic
- Josep Abelló Pascual (1901-Madrid 1964), metge[1]
- Jordi Abelló Vilella (1970 -), pintor
- Carme Adell Argilés (1951 -), piragüista
- Francesc Adell Ferré (Riudecanyes 1909 - Madrid 1979), pintor i arquitecte
- Antoni Aguadé Granell (1890 - 1956), pintor i escultor
- Jaume Aguadé Mestres (1834 - 1908), polític
- Enric Aguadé Parés (1894 - 1969), industrial
- Enric Aguadé Sans (Reus 1920 - 2013), metge
- José Maria de Aguilar (Lleida segle xviii - segle XIX), jutge i alcalde de Reus
- Robert d'Aguiló (Normandia, 1100 - 1154 o 1157), repoblador de Reus
- Victorí Agustí (1808 - 1884), músic i compositor
- Artemi Aiguader i Miró (1889 – Mèxic 1946), polític.
- Jaume Aiguader i Miró (1882-1943), metge i polític
- Francesc Aixemús (1693 - 1770), comerciant i alcalde de Reus
- Gabriel Aixemús (1745 - 1809), comerciant i alcalde de Reus
- Antoni d'Aixemús i Baldrich (1814 - finals del segle XIX), comerciant i alcalde de Reus
- Francesc d'Aixemús i Simó (1780 - 1854), empresari i comerciant
- Francesc Alabart i Sedó (9-IX-1959), jugador d'hoquei sobre patins
- Joan Alaix Biscarri (Falset 1832 - Tarragona 1912), prior de Reus
- Josep Maria Albanès i Suñer (segle xix), empresari i alcalde de Tarragona
- Josep Alberic i Cases (1824 – 1878), escriptor i científic.
- Joan Alberich i Mariné (1944 -), hel·lenista
- Domènec Alberich Olivé (1890 - segle xx), pedagog
- Pere Albiñana (1897 - 1979), ciclista
- Juan-Amado Albouy Busquets (1919 - 1983), advocat i alcalde de Reus
- Artur Aldomà Puig (1935 -), pintor i escultor
- Alicia Alegret Martí (1977 -), periodista i política
- Felip d'Alençon (Brie 1338 - Roma 1397), cambrer de Reus
- Manuel de Aliaga Bayod i Salas Guasquí (Xerta segle xviii - Reus segle XIX), advocat i teòric musical
- Joaquim Alier i Gómez (Barcelona 1907 – Reus 1968), metge psiquiatre
- Miquel Alimbau Minguell (1864 - 1944), empresari i polític
- Alexandre Alonso de Medina Bausà (Jaén 1819 - 1895), militar
- Alexandre Alonso de Medina Malegue (1852 - 1876), militar
- Enric Alonso de Medina Malegue (1853 - 1912), militar
- Josep Alsina Gebellí (Barcelona 1917 - Reus segle XX), pedagog i escriptor
- Antoni Aluja Miguel (1856 - 1926), metge
- Josep Maria Aluja Pons (1886 - 1976), metge i cirurgià
- Pere Ambròs Fabregat (1855 – 1929), obrer boter
- José Ramón de Amézaga Botet (segle XIX - Madrid 1956), hisendat i alcalde de Reus
- Ramon Amigó Anglès (1925 - 2011), escriptor
- Carles Amill i Ferrari (Barcelona 1953 - Reus 2004), artista i pintor
- Maria Lluïsa Amorós Corbella (1-VIII-1954 -), escriptora
- Eulàlia Amorós Solà (1925 - Barcelona 3-IV-2020), poeta i pedagoga
- Xavier Amorós Solà (7 d'abril de 1923 - 18 de juliol de 2022), poeta
- Carlos Andradas Heranz (1956 -), catedràtic de matemàtiques
- Carles Andreu i Abelló (1924 - 2008), agricultor i polític
- Josep Andreu i Abelló (Montblanc, 8 de novembre de 1906 - Barcelona 31 de maig de 1993), advocat a Reus
- Narcís Andreu i Musté (1933 -), economista
- Diego Angelón (1803 - 1831) Llibreter
- Higini Anglès i Pàmies (Maspujols, 1 de gener de 1888 - Roma 1969)
- Jordi Anguera i Cailà (1840 - Barcelona 1919) Metge[1]
- Antoni Anguera Hoppe (1895 - Barcelona 1939), cirurgià i excursionista
- Pere Anguera Magrinyà (1767 - 1834), metge i genealogista
- Pere Anguera Nolla, (1953 - 2010), historiador especialista en el carlisme.
- Joan Arbós Aleu (1869 - 1896) Periodista
- Paulino de los Arcos (Granada 1786 - Madrid segle XIX), jutge a Reus durant el Trienni liberal
- Francesc Ardèvol i Blanch (1918 - 2000), pedagog
- Jaume Ardèvol (La Vilella Alta 1773 - Barcelona 1835), metge i polític
- Leandre Ardèvol i Sardà, (1809 – 1873), tècnic mecànic
- Joan Arnau Pàmies (1988 -), compositor i pianista
- Andreu Arpa (1826 - 1900), escultor
- Lluís Arpa (Barcelona 1777 - Reus 1862), escultor
- Helena Arribas i Esteve (1956 -), pedagoga i política
- Laia Arriols (1976 -), il·lustradora
- Cèlia Artiga Esplugues (1912 - 2000), mestre
- Ricard Artiga i Esplugues (1924 - 1992), empresari avícola
- Francesc Artiga Sardà (1872 - 1944), empresari avícola
- Misericòrdia Arnavat Musté (1940 - 1993), poetessa i dibuixant
- Josep Maria Arnavat Vilaró (1917 - 1976), poeta
- Josep Asens Huguet (Alforja 1923 - Reus 2015), sacerdot
- Maria Asens Vilella (1931 -), activista política d'Avis i Àvies per la Llibertat
- Antoni Astell Mur (1894 - Barcelona 1957), empresari teatral
- Fèlix Astol i Artés (1813 - Mayagüez 1901), músic i compositor
- Antoni Auger (1684 - segle xviii), confiter i alcalde de Reus
- Antoni Aulèstia Pijoan (1848 - Barcelona 1908), historiador i literat
- Agustí Auqué Figueres (1842 - segle xx), escultor i picapedrer
- Josep Auqué Masquef (1877 - 1963) escultor
- Garcia Miquel d'Ayerbe (Ayerbe segle xiii - Lleó 1332), cambrer de Reus i bisbe de Lleó
- Antoni Aymat Segimon (1851 - ca. 1900), pintor i gravador
- Josep Aymat Segimon (1852 - segle xx), militar
- Pau Aymat Pujol (Vinyols, segle xix - Reus, segle XX), alcalde de Reus i terratinent

## B
- Josep Maria Bach Voltas (1939 - 2017), enginyer industrial
- Marià Badia (1686 - Cocharcas (Perú) 1766), missioner franciscà
- Marcial Badia Arnal (Tortosa 1882 - Mèxic 1947), tipògraf i periodista
- Marçal Badia i Colomer (1906 - Mèxic 1986), escriptor[1][2]
- Josep Badia Minguella (Salomó 1863 - Reus 1936), sacerdot catòlic
- Enric Bages Codinach (1844 - 1901), pedagog
- David Bagés Domínguez (1966 -), actor
- Josep Bages Oliva (Segle XVIII - Barcelona 1838), advocat i polític
- Jordi Bacaria i Colom (23 de febrer de 1952 -), economista
- Antoni Baiges, (1797 – Barcelona 4 de setembre de 1843), home d'empresa i militar liberal[1][3]
- Josep Maria Baiges i Jansà (Riudoms 1924 - Reus 1991), dibuixant, artista i compositor de sardanes
- Pere Balagué Martorell (1895 - 1957) Empresari i polític
- Francesc Balart, (ca. 1714 - ?) Poeta[1][4][5]
- Francesc Balart i Figuerola, (1900 - segle XX), pintor[1]
- Ramon Balart Granada (1794 – Barcelona 1876), professor de llatí[1][6]
- Ricard Ballester i Pallerola (1891 - Barcelona 1973), mestre i poeta
- Agustí Ballester Ribes (1929 - Castellterçol 2021), pintor
- Maria Ballvé Aguiló (1879 - 1969), feminista
- Josep Maria Ballvé Freixa (segles XIX - Barcelona 1921), músic, compositor i mestre de Capella
- Mònica Balsells i Pere (1972 -), empresària
- Josep Balsells Samora (1907 - 1986), metge i cirurgià
- Guillem de Banyeres (Tarragona segle xiii - 1307), cambrer de Reus
- Josep Banús i Masdeu (1906 - Madrid 1984), empresari
- Josep Banús i Sans (1893 - 1972), periodista i escriptor
- Ramon de Barbastre (Barbastre segle xiv - Saragossa segle xv), canonge i cambrer de Reus
- Benet Barber (1775 - segle XIX), impressor i naiper
- Baltasar Barberà (segle xvi), mestre cal·lígraf
- Dalmau de Barberà (segle xv), senyor del Burgar
- Guillem de Barberà (segle xiii – Lleida, 1255), bisbe de Lleida (1248-1255)[1][7]
- Ramon de Barberà (1213 - segle xiii), eclesiàstic i canonista[1]
- Miquel Barberà Baldrich (Barcelona segle xix - segle XX), advocat, membre del Grup modernista de Reus
- Ricard de Barberà Blay (1840 - 1889), metge militar
- Josep Maria de Barberà i Canturri (1833 – Barcelona, 1900), eclesiàstic i literat[1][4][8]
- Josep Barberà i Suqué (!923 - Sant Cugat del Vallès 2000), excursionista i escalador
- Pere Joan Barceló i Anguera, el "Carrasclet" (Marçà 1682 - Breisach 1743), guerriller que va ocupar Reus
- Joaquim Bargalló Borràs (1912 - ?), poeta
- Gerard Bargalló Boivin (1977 -), polític
- Elisenda Barceló Olivé (1977 -), política
- Maria Dolors Baró i Mariné (1948 -), catedràtica de física
- Jacint Barrau i Cortès (1810 - Barcelona 1884), mecànic inventor
- Ramon Barrera Banús (segle XX), esportista
- Pere Barrufet Puig (1878 - 1967), metge i polític
- Josep Bartomeu i Granell, (1888 - Barcelona 1980), enginyer i mecenes
- Teresa Bartomeu Granell (1889 - 1969), esquiadora
- Francesc Bartrina i Aixemús (1846 - 20 de gener de 1917), poeta
- Joaquim Maria Bartrina i d'Aixemús (26 d'abril de 1850 - Barcelona 3 d'abril de 1880), poeta
- Pau Josep Bartulí Queralt (1897 - Barcelona 1951), pianista
- Plàcid Bassedes Saludes (Cambrils 1815 - 1892), notari i alcalde de Reus
- Aurora Batet (1936 -), castellera
- Joaquim Batet i Palet (Barcelona 1849 – Reus 1929) Escriptor[9]
- Pere Batlle (metge) (Segle xvii - segle xviii) Metge i alcalde de Reus
- Pere Batlle Huguet (1907 - 1990), eclesiàstic, arqueòleg i erudit
- Pere Roger de Belfort (Maumont, Llemotges 1329 - Roma 1378), cambrer de Reus. Papa Gregori XI
- Bernat de Bell-lloc (segles xii-xiii), castlà de Reus, li dona carta de població el 3 d'agost de 1183
- Simó de Bell-lloc (segle xii - València 1326), castlà de Reus. Aconseguí de Jaume II el dret del mercat dels dilluns
- Rafael Bellveny (segle xviii), comerciant i alcalde de Reus
- Francesc Bellvé, (segle xviii), tallista i escultor[1]
- Mateu Bellvé i Bonifaç (1769 - segle xix), tallista i ebenista
- Mateu Bellvé i Bartolí (1792 - 1864), escultor i ebenista
- Guillem Beltran (Llucmajor (Mallorca) segle xv - Sarno (Itàlia) 1525), bisbe i cambrer de Reus
- Joan Beltrí (1718 - Poblet 1797) Abat de Poblet
- Ernest Benach i Pascual (12 de novembre de 1959 -), polític, president del Parlament català
- Josep Benaiges (L'Aleixar 1823 - Tarragona finals del segle XIX), impressor i llibreter
- Antoni Benaiges Pujol (1859 - Vigan (Filipines) 1917) missioner jesuïta
- Josep Maria Benaiges Pujol (1855 - Malgrat de Mar 1938), compositor
- Enric Benavent (1837 - Madrid 1901), pedagog i escriptor[1]
- Pere Benavent de Barberà i Abelló (Barcelona 1899 – Reus 1974), arquitecte i escriptor
- Gaietà Benavent Rocamora, (1834 – Barcelona 1910), pintor[1]
- Francesc Berenguer i Mestres, (1866 – Barcelona, 1914), arquitecte
- Tomàs Bergadà (1862 - 1937), pintor
- Eladi Bergadà Porta (1899 - segle XX), periodista
- Miquel Beringola Blay (1777 – 1842), pintor i escultor[1]
- Antoni Beringola Marcó (1824 - 1888), comerciant
- Francesc Beringola Marcó (1804 - 1882), daurador i pintor
- Pere Bernat (Camp de Tarragona segle xiii - Tarragona 1275), cambrer de Reus
- Joan Bertran (canonge) (Tarragona segle xv - Barcelona 1527), cambrer de Reus
- Francesc Bertran Blanch (1864 - 1920), empresari
- Joan Bertran Borràs (1906 - 1965), alcalde de Reus
- Isabel Besora coneguda per La Pastoreta (1575 - segle XVII), visionària
- Joan Besora Barberà (1890 - 1970), administratiu i polític
- Àlvar Bielza Romero (1864 - 1926), enginyer
- Paulí Blanch (segle XIX - Barcelona 1891), prestidigitador i instrumentista de copòleg
- Pere Bofarull (1826 - 1892), impressor i llibreter
- Salvador d'Horta Bofarull (1856 - Barcelona (?) 1931), compositor[1]
- Andreu de Bofarull i Broca (1811 – 1882), historiador[1]
- Antoni de Bofarull i Broca (1821 – Barcelona, 1892), historiador i escriptor
- Josep de Bofarull i Gavaldà (1711 - 1799), comerciant ennoblit
- Francesc de Bofarull i Mascaró (1770 - 1826), comerciant
- Pròsper de Bofarull i Mascaró (1777 – Barcelona, 1859), arxiver i historiador
- Casimir de Bofarull i Miquel (1749 - Maó 1804), militar
- Francesc de Bofarull i Miquel (1737 - 1791), comerciant
- Josep de Bofarull i Miquel (1734 - 1809), comerciant
- Francesc Policarp de Bofarull i Morell (1771 - 1843), hisendat i militar
- Vicenç de Bofarull i Morell (1775 - 1860), advocat i militar
- Pere Nolasc Bofill i Mascaró, (1814 - Barcelona 1846), periodista[1]
- Salvador d'Horta Bofarull Soronellas (1856 - Barcelona 1931), músic
- Bernat de Boixadors (segle XII - Tarragona 1243), cambrer de Reus
- Pau Bolart (1841 - 1909), quiosquer a la plaça del Mercadal
- Salvador Bonet Marsillach (1875 - Barcelona 1958), comerciant i alcalde de Reus
- Esteve Bonet Martí (1838 - 1874), músic i compositor
- Ramon Bonet i Savé (1870 - Barcelona 1953), escultor[1][10]
- Bonaventura Borràs i de Bofarull (1783 - Montevideo segle XIX), monjo de Poblet[11]
- Josep Borràs i de Bofarull, (1784 – Manila, Filipines, 1845), escriptor i diplomàtic[1]
- Joaquim Borràs Compte (1804 - 1860) Comerciant i polític
- Joaquim Borràs i de March (1859 - Vilafortuny 1926), advocat i escriptor[1][4]
- Josep Borràs i Messeguer (1893- Mèxic, després de 1940), comerciant i polític
- Josep M. Borràs Sardà (1842 - 1904), alcalde de Reus
- Francesc Borràs Soler (1859 - Madrid 1928), arquitecte
- Josep Borrell Aloy (1916 - República Argentina segle XX), empresari i escriptor
- Anton Borrell Marcó (1939 - 1985), advocat i alcalde de Reus
- Pau Borrell Sugranyes (1876 - Barcelona 1931), escriptor i polític
- Ramon Bosc (Reus ? - ? 1416), sacerdot i escriptor en llengua llatina
- Ramon Botet Pallarès (Reus 1908 - segle XX)
- Josep Boule (Vilacomtal (França) 1822 - Reus 1895), empresari, emigrat de jove des de França
- Amàlia Bové (segle xix), hisendada que va donar suport al Partit Republicà federal a Reus
- Pere Bové Montseny (1829 – 1896), polític
- Salvador Bové (1869 – Badalona, 1915), lul·lista
- Emili Briansó Planes (1863 - 1923), metge i polític
- Josep Briansó Salvador (1888 - 1949), metge i polític
- Josep Brocà Codina (21 de setembre de 1805 - Barcelona el 3 de febrer de 1882), guitarrista i compositor[12]
- Josep Brocà Jover (1777 - 1843), comerciant i alcalde de Reus
- Salvador de Brocà i de Bofarull, (1805 – 1882), advocat i polític
- Guillem Maria de Brocà i Montagut, (1850 – Riudecanyes, Baix Camp, 1918), jurista i historiador del dret[4][1]
- Guillem Bruch (segles XIV-XV), sacerdot, membre de l'Orde del Sant Sepulcre de Jerusalem
- Emili Bruget Busquets (1842-1864), cantant
- Josep Brunet Anguera (1784 - segle XIX), empresari. Inicià la Diligència entre Reus i Barcelona
- Andreu Buenafuente Moreno (1965 -), periodista, locutor i productor de televisió
- Ramon Busquets (1772 – Cocabambilla, Perú, 1846), missioner[1][13]
- Joan Busquets Crusat (1902 - 1997), empresari
- Modest Busquets Oliva (Reus 1856 - Gràcia (Barcelona) 1880), periodista i dramaturg
- Marçal Busquets i Torroja (1832 – Barcelona, 1872), comediògraf
- Modest Busquets i Torroja (1831 – Barcelona, 1880), comediògraf i periodista

## C
- Felip Cabeza Coll (Tarragona 1894 - Reus 1939), advocat i periodista
- Sebastià Cabot Anguera (segle XIX - 1888), arquitecte
- Josep Cabré i Borrell (1890 - Barcelona 1988), empresari, polític i pintor
- Francesc Cabré Gonzàlez (1872 - Tarragona 1921), escriptor i professor a l'Institut de Reus
- Francesc Cabré Masdeu (La Selva del Camp 1928 - ), empresari i president de la Cambra de Comerç de Reus
- Rosa Cabré i Monné (1945 -), historiadora de la literatura
- Maria Cabré Roigé (Riudecols 1919 - 2019), poetessa coneguda per Maria Cabré de Calderó.
- Bernat de Cabrera (segle XIV), castlà de Reus
- Jaume Cabruja, (1752 – Barcelona, 1831) Eclesiàstic[1][4][14]
- Miquel Cachot Rocher (1919 - Madrid 2007), advocat i empresari
- Joan Cachot i Torroja (Tortosa 1887 - Madrid 1967), advocat i empresari
- Francesc Cailà i Mestre (1929 - 2002), advocat i economista
- Josep Caixal Llauradó (1892 - Santa Fé (Argentina) 1962) Cambrer anarquista
- Andreu Caixal Miró (Montblanc 1863 - 1935), serraller i inventor
- Josep Caixés Gilabert (1886-1954), físic i polític
- Sant Bernat Calbó (1180 – Vic, Osona, 1243), eclesiàstic i sant
- Pere Calderó Ripoll (25 d'octubre de 1916 - 16 de juliol de 2009), pintor[1][15]
- Francesc Calero Roger (1715 - 1762) Mestre de cases
- Joan Camprubí, (1825 – Barcelona, s. XIX), ballarí i coreògraf
- Marià Camprubí (1804 - segle XIX), mestre de dansa
- Francesc Canals i Gassió (1638 - Mèxic 1694), militar[1]
- Josep Maria Cañellas (1856 - París 1902) Fotògraf
- Alejandro Cao de Benós de Les i Pérez (Reus o Tarragona 1974 -), delegat de la República Popular de Corea del Nord
- Gaspar Cao de Benós de Les i Valdés (1750 - Barcelona segle XIX), noble i militar
- Jaume Capdevila Damunt (1905 - Barcelona 1961), escriptor
- Enriqueta Capdevila i Gras (1934 - 2019), pedagoga i catequista
- Josep Capdevila Marca (1897 - Caracas 1969), cuiner i polític[1]
- Ignasi Carbó i Ortega (Reus 1840 - ? 1911), enginyer[1]
- Josep Maria Carbonell Barberà (1910 - Barcelona segle XX), escriptor
- Josep Carbonell Alsina (1873 - Galícia ?) Escriptor[1]
- Daniel Carbonell Sugranyes (1975 - ), músic, de música tradicional
- Lluís Maria de Cardeñas (Tàrrega segle xviii - segle XIX), alcalde de Reus
- Joan de Cardona (Cardona segle xv - Santa Coloma de Gramenet 1564), bisbe de Barcelona i Cambrer de Reus
- Jaume Cardoner Nogué (Barcelona 1891 - Reus 1954) catedràtic a l'Institut i arxiver-cronista municipal
- Enric Cardús i Llevat (1942 -), economista
- Pere Cartanyà Aleu (1907 - 1994), empresari i editor
- Josep Casagualda Busquets (segles XIX-XX), jutge i alcalde de Reus
- Ernest Casajuana Escofet (Vilanova i la Geltrú 1890 - Reus 1961), poeta i comerciant
- Ferran Casajuana Escofet (Vilanova i la Geltrú 1899 - Reus 1967), caricaturista
- Pere Casals Cort (1903 – Barcelona 1968) Polític i sindicalista
- Emilio Casals Parral (1927 - 2011), advocat i polític
- Ramon Casals i Vernis (1860 – 1920) Pintor i dibuixant[1][4][16]
- Josep Casanovas i Marca (1927 - 2023) músic i compositor
- Albert Casanovas i Vázquez (1985 -), jugador d'hoquei sobre patins
- Joan Casas, advocat (Reus, segles XVIII - XIX), alcalde de Reus
- Luis Casas Alonso (1953 -), ciclista
- Pere Caselles i Tarrats (1868 - 1936), arquitecte modernista
- Tomàs Cases Martí (Reus 1833 - Barcelona 1899), metge militar[1][17]
- Berenguer de Castellet (segle XII - Tarragona 1202), cambrer de Reus
- Bertran de Castellet (segle xii) Castlà de Reus[18]
- Montserrat Castelló Gavín (1964 -), corredora de curses de fons
- Joan Cavallé i Busquets, (Alcover 1958 -), dramaturg i narrador
- Pere Cavallé Llagostera (1880 - 1939), periodista i dramaturg
- Pere Cavallé Pi (1908 - 1987), metge ginecòleg
- Elisabeth Cebrián i Scheurer (1971 -), jugadora de bàsquet
- Jaume Cercós (Arbeca 1804 - 1862), monjo de Poblet
- Pere Cererols (1733 - Poblet finals del segle xviii), abat de Poblet[19]
- Francesc Cerro i Ferran (4-X-1973 -), escriptor i director de teatre
- Berenguer de Cervelló (Segle XVI), cambrer de Reus
- Felip de Cervelló (segle xvi), senyor perpetu de Reus
- Jordi Cervera Martínez (14 de juliol de 1960 -), nedador de llarga distància
- Antonio Chamochín (Castelló de la Plana segle xviii - segle XIX), advocat i alcalde de Reus
- Josep Ciurana i Maijó (Torroja 1878 - Barcelona 1960), escriptor i alcalde de Reus
- Lourdes Ciuró i Buldó (3-VI-1971), advocada i política
- Josep Clariana i Alguer (1810 – Barcelona, 1861), intèrpret de figle[1][20]
- Estanislau Clariana Fonts (1836 - València 1898), poeta i catedràtic d'universitat
- Ricard Clausells (1864 - Sant Feliu de Llobregat 1939), pintor[1]
- Gerard Coca i Toledano (1982 -), polític
- Josep Codina i Castellví, (1867 - Madrid 1934), metge
- Miquel Colàs Piquer (1934 -), industrial i batlle
- Francesc Colom Escoda (1871 - segle XX), periodista
- Joan Compte (1640 - 1706), comerciant
- Rafael Compte i Ferrando (1738 - 1801), impressor[1][4][21]
- Rosa Compte i Ferrando (1742 - Lleida 1818), impressora i llibretera
- Antoni Compte Fort (1686 - Vilaplana 1769), comerciant, hisendat i ciutadà honrat
- Dolors Compte i Llusà (1964 -), política
- Antònia Compte i Pouget (segle XVIII - Lleida 17 d'abril de 1822), Impressora i llibretera
- Antoni Constantí Bages (Reus 1858 - Barcelona Segle XX), metge militar
- Josep Maria Constantí Zamora (1899 - 1975), pintor
- Raquel Córcoles (31-XII-1986 -), dibuixant de còmics
- Gaietà Cornet Pàmies, (1963 -), atleta
- Maria Isabel Correig Blanchar, (1940 - 2020), religiosa
- Antoni Correig Massó, (1910 - 2 de setembre del 2002), poeta
- Montserrat Corretger Sàez (1950 -), historiadora de la literatura, escriptora i professora universitària catalana
- Pere Cort Martí, (inicis del segle XIX- Madrid finals del segle XIX), metge ortopedista[1]
- Eusebi Cort i Mestres (1840 - Madrid 1892), escriptor i traductor
- Jaume Cort Mestres (1835 - 1892), músic
- Bernat Cort Torroja (segle xix- segle xx) escultor
- Montserrat Cortadellas (1958 -), artista visual
- Maria Cortina i Pascual (1879 - 1954), mestra
- Ramon Costa Nolla (1877 - Barcelona 1952), dibuixant i pintor
- Glòria Cot (1965 -), artista
- Eugeni Cots Ardèvol (1911 - 1990), empresari i periodista
- Francesc Cros Damunt (1902 - Mendoza (Argentina) 1993), cantant de sarsueles
- Manuel Cuadrada Gibert (1896 - 1957), fotògraf
- Francesc Cubells i Florentí (1881 - Tarragona 1958), periodista i administratiu[1]
- Isaac Cuenca López (1991 -), futbolista
- Josep Cusiné (1915 - 1986), pintor aquarel·lista

## D
- Bernat Despujol (segle XIV), cambrer de Reus
- Josep Déu Francesch (1858 - 1944?), escriptor[1][4]
- Josep Domènech Grau (1870 - 1904), periodista i advocat
- Joan Domènech Mas (1891 - 1976), metge i esportista
- Joan Domènech Miró (1922 - Tarragona 1980), metge i esportista
- Manuel Domènech Miró (1925 - 2018), advocat
- Miquel Domènech Veciana (1816 – Tarragona, 1878), eclesiàstic
- Juan Domingo Vidal (c.a. 1735 - 1808), compositor i mestre de capella català
- Emili Donato i Prunera (Reus 1901 - Tarragona 1968), catedràtic, escriptor i traductor[1]

## E
- Ambrosio de Eguia (Madrid segle xviii - segle XIX), jurista i alcalde de Reus
- Jordi Escoda i Vilà (1935 -), industrial i polític
- Josep Escudé Bartolí (1863 - Barcelona 1898), pintor
- Manuel Escudé Bartolí, (1856 – Barcelona, 1930), estadístic i demògraf[1][4][22]
- Miquel Escudero (1945 - 1978), poeta
- Jaume Espasell, (1847 – Barcelona, 1892), religiós escolapi
- Santiago Esteva Escoda (16 de juliol de 1952 -), esportista (natació)
- Antoni Estivill (1818 - Barcelona 1885), republicà federal propietari del cafè de l'Estivill
- Rosa Estivill Enriquez coneguda com a Lluïsa Estivill (Alforja 1809 - Reus 1879), religiosa
- Antoni Estivill i de Llorach (1875 - 1955), advocat i polític
- Ricard Estivill i de Llorach (1879 - Tarragona 1952), pintor
- Assumpció Estivill Rius (1949 -), bibliotecària

## F
- Antoni Fabra Ribas (1879 - Cambrils 1958), polític socialista
- Maria Fàbregas (segle XX), mezzosoprano nascuda a Bràfim[23]
- Evarist Fàbregas i Pàmies (1868 - Barcelona 1938), empresari i filantrop
- Ramon Fàbregas i Trilles (Reus 1866 - 1941), periodista i poeta
- Salvador Fàbregues Casanoves (1868 - 1891) escriptor i periodista
- Joan Fargas Trillas (1870 - 1923), dibuixant i escultor
- Montse Farrés (Vigo 1953 -), poeta
- Àngel Fatjó i Bartra (1817 – Barcelona, 1889), gravador
- Pere Fatjó i Bartra (1814 - Barcelona 1895), pedagog
- Teresa Felip (1952 -), pintora i sissenyadora
- Salvador Felip i Sugrañes (1926 - Molins de Rei 2003), jugador d'hoquei
- Pedro Fernández de Frías (Frías, segle xiv - Florència 1420), cardenal i Cambrer de Reus
- Ramón Fernández de Zendrera (Madrid segle XIX), alcalde de Reus
- Eusebi Ferran Ambròs (1838 - Barcelona 1895) compositor i pianista
- Ramon Ferran i Pagès (1927 - 2015), gravador i escultor
- Francesc Ferran Verneda (1709 - finals del segle xviii), advocat i alcalde de Reus
- Celestí Ferrando (1853 - segle XX), impressor
- Ester Ferrando (1972 -), artista visual
- Moisès Ferrando (1892 - Argentina s. XX), pedagog[1]
- Joan Ferraté Gili (1884 - 1936), comerciant i escriptor
- Ricard Ferraté Gili (1894 - 1951), comerciant, periodista i polític
- Gabriel Ferraté i Pascual, (1932 -), enginyer industrial i perit agrícola
- Joan Ferraté i Soler (1924 - Barcelona 2003), poeta, assagista i traductor
- Josefina Ferrater Mestre (1910 - 2006), hebraista
- Cèsar Ferrater Pons (1891 - 1965), escriptor i pintor[1]
- Gabriel Ferrater Soler (Reus, 1922 - Sant Cugat del Vallès, 1972), escriptor, poeta i lingüista
- Sefa Ferré (1938 -), pintora
- Josep Ferré Gendre (Tortosa 1876 - Reus 1918), periodista
- Josep Ferré Prats àlies Queri, (1835 - 1906), versaire
- Josep Ferré Revascall (1907 - 2001), pintor
- Màrius Ferré (1871 - 1898), poeta[1][4][24]
- Pere Ferré Solanes (1873 - Lleida 1941), poeta
- Xavier Ferré i Trill (1962 -), historiador
- Joan Pau Ferrer (1665 - 1730), daurador
- Antoni Ferrer Pino (1903 - 1945), sacerdot i ecriptor
- Pau Figueras Vilà (La Canonja 1883 - 1941), escultor
- Rodolf Figuerola Bargalló (1931 - 2007), pintor
- Joan Baptista Figuerola Claveria (1785 - Puebla (Mèxic) 1850), missioner Paül[1]
- Josepa Filella (1947 -), pintora
- Pierre Flandrin (Vivièrs segle xiv - Avinyó 1381) Cardenal i Cambrer de Reus
- Fito Luri (1971 -), músic, compositor i cantant
- Aida Folch (24-XI-1986 -), actriu
- Ramon Folch Frigola (1989 -), futbolista
- Vicenç Folch de Juan (1755 - L'Havana (Cuba) 1829), militar[1]
- Magda Folch Solé (1905 - 1981), pintora
- Jordi Folck (1961 -), escriptor
- Eusebi Folguera Rocamora (1835 - 1899), polític i alcalde de Reus
- Felip Font de Rubinat (1863 – 1957), enginyer
- Josep Font de Rubinat (1876 - 1933), militar
- Pau Font de Rubinat (5 d'octubre de 1860-1948), polític i bibliòfil
- Josep Font i Martí (1847 - Madrid 1897), farmacèutic[25][26]
- Miquels dels Sants Font i Martí, (1862 - 1929), escriptor i metge.
- Domènec Font Morgades (1837 - Barcelona 1902), escriptor[1][4][27]
- Pau Font Rocamora (segle XVIII - segle XIX), comerciant i alcalde de Reus
- Felip Font Trullàs (1819 – 1889), polític republicà i liberal
- Enric Fontana Codina (1921 - Madrid 1989), polític i ministre
- Enric Fontana Grau (1892 - 1951), comerciant
- Ferran Fontana Grau (1893 - Tarragona 1939), advocat i escriptor[28]
- Josep Maria Fontana Tarrats (1911 - Sanxenxo 1984), polític i escriptor
- Marià Fonts Fortuny (1822 – 1889), poeta i periodista[1][4][29]
- Josep Fonts Planàs (1870 - segle XX), periodista i escriptor
- Antoni Forcades Ferraté (1875 - 1936), religiós i beat
- Eugeni Fornells Juncosa (1882 - Rosario, Argentina, 1961), pintor[1][30]
- Maria Elena Forniés Mercadé (1912 - 1999), política i mestra de català
- Maria Victòria Forns i Fernández (1967 -), política
- Jaume Fort Prats (1874 – 1955) escriptor
- Pascual Fort (1927 - Barcelona 1991), esmaltador i gravador
- Metge Fortuny (segle XVI - 1636), metge assassinat a Reus
- Marià Fortuny Baró (1779 - Barcelona 1859), escultor, avi del pintor Marià Fortuny
- Marià Fortuny i Marsal (11 de juny de 1838 - Roma 21 de novembre de 1874), pintor
- Antoni Foz Llaveria (Vall-de-roures, 1930 - Reus 2020), polític i esportista
- Antoni Fragà (segle XVIII - segle XIX), alcalde de Reus
- Joan Francesch i Serret (Lleida 1833 – Reus 1872), militar carlí mort a Reus
- Pere Francí (segle xvi), terrissaire
- Josep Maria Franqués Bru (Riudoms 1912 - segle xx), advocat i periodista, sotsdirector i director del Setmanari Reus
- Ciril Freixa (1823 - Barcelona 1890), periodista i polític
- Domènec Freixa (1886 - 1977), economista i empresari
- Jaume Freixa Cabestany (1670 - 1758), comerciant i alcalde de Reus
- Francesc Freixa i Clariana (1821 – Barcelona, 1876), industrial i escriptor[1]
- Daniel Freixa i Martí (1854 - Barcelona 1910), policia[1]
- Lli Freixa i Ortega (1839 – Barcelona, 1901), eclesiàstic[1]
- Eusebi Freixa i Rabassó (1824 – 1894), funcionari i escriptor[1]
- Francesc Freixa i Veciana (1757 - 1835), comerciant
- Isidor Frias Fontanilles (El Vendrell 1847 – Reus 1890), catedràtic i escriptor[1][4]
- Alexandre Frias Roig (1885 – 1963), metge
- Carles Fumaña i Casas (1863 - Barcelona 1944), comerciant
- Josep Fusté i Ferré (1925 -), músic
- Antoni Fuster Banús (1866 - 1950), pintor
- Antoni Fuster Valldeperes, (1895 – Barcelona, 1942), narrador, periodista i autor teatral

## G
- Antoni Gabinyau Farigola (Barcelona 1861 - Reus 1923), periodista i funcionari
- Baldomer Galofré i Ximenis (24 de maig de 1849 - Barcelona 26 de juliol de 1902)
- Xavier Gambús i Ballvé (22 d'agost de 1883 - Auch, França 1970)
- Alexandre Garcia (1793 (?) - 1872(?)) Mestre[1]
- Francesc Garcia i Escarré, (1871 – Barcelona, 1954), pintor
- Joan Garcia Oliver (1901 – Guadalajara, Mèxic, 1980), dirigent anarco-sindicalista
- Juli Garola i Monné (1927 - 2001), pintor
- Mateu Garreta i Fusté (Prats de Lluçanès 1866 - Reus 1925), catedràtic a l'Institut de Reus
- Esteve Garreta Roig (1850 - Sant Feliu de Guíxols 1914), músic
- Pau Gasull Sardà (1888 - Barcelona 1963), comerciant i polític
- Eugeni Gassull i Duro (1936 - Barcelona 2013), músic[1]
- Tomàs Gatell (1781 - segle XIX) Religiós[1][31]
- Pere Gatell Carnicer (1741 - Puerto de Santa María 1792), cirurgià militar[1][32]
- Antoni Gaudí i Cornet (25 de juny de 1852 - Barcelona 10 de juny de 1926)
- Antoni Gavaldà Baldrich (segles xvii - XVIII), metge
- Maria dels Socors Antònia Gavaldà Simó (1699 - 1723), religiosa
- Joaquim Gay Borràs (1867 - Granollers 21-VII-1936), militar
- Ferran Gay Massó (1894 - 1920), periodista
- Pere Nolasc Gay i Sardà (1835 - 1918), advocat i polític[1]
- Josep Gayà (segle XVIII - 1822), hisendat i alcalde de Reus
- Joan Gaya i Busquets, (1894 - segle XX), escriptor[1]
- Josep Gaya i Busquets (1879 - Paris 1948), pedagog[1]
- Josep Gaya Vallduví (1877 - 1930), ciclista i comerciant
- Emili Gaya i Vilagrassa (1902 - Barcelona 1923), músic
- Jordi Gebellí i Puig (1932 - 2004), escriptor
- Modest Gené Roig (5 de novembre de 1914 - Bata 29 d'octubre de 1983), escultor
- Josep Gener Sendra (1820 - Madrid 1871), polític
- Josep Gener Solanes, (1806 – Madrid, 1868?), polític i economista[1][4][33]
- Josep Generès (1815 - 1865) Impressor
- Baltasar Gil (segles XVIII - XIX), comerciant i alcalde de Reus
- Jaume Gil Aluja (25 de setembre de 1936 -), catedràtic
- Francesc Gil i Borràs (Les Voltes (Riudecols) 1828 - Reus 1885), enòleg i empresari a Reus
- Núria Gil Clapera (1991 - ), atleta i corredora de muntanya
- Pere Gil Estalella (1551 – Barcelona, 1622), mestre en arts i doctor en teologia
- Joan Gil Miralles (1823 – 1896), pianista i compositor[1][34]
- Josep Gil i Ribas (12 de setembre de 1928 -), teòleg i filòsof
- Tomàs Gilabert i Boyer (Guadalajara (Mèxic) 1950 -), polític
- Jaume Gilabert Padreny (1873-1972), Pastisser
- Joan Gilabert Romagosa (Reus 1920 - Mèxic 1975), agent comercial i socialista[1][35]
- Gaston Gilabert Viciana (1985 -) professor universitari, director de teatre
- Maria Josepa Giner i Batista (1940 - 1992), promotora d'art
- Pere Girart (1546 - primer terç del segle xvii), escultor i daurador
- Carles Giró Puig (1917 - 1976), advocat i periodista
- Josep Gispert Blai (1847 - Barcelona 1893), escolapi
- Guillaume Pierre Godin (Baiona 1260 - Avinyó 1336), cardenal i Cambrer de Reus
- Esteve Goget (o Guget) (Segle XVIII), negociant i alcalde de Reus
- Macari Gómez Quibus (Mac) (1928 - Olesa de Montserrat 2018), cartellista cinematogràfic
- Ramon Gomis de Barbarà, (1946 -), endocrinòleg i dramaturg
- Teresa Gomis de Barbarà (1949 -), política
- Cels Gomis i Mestre (1841 - Barcelona, 13 de juny de 1915), folklorista i enginyer
- Frederic Gomis i Mestre (1827 - 1898), polític
- Modest González Ribas (1907 - Salou 1984), metge
- Ezequiel Gort Juanpere (1949 - ), historiador i arxiver
- Josep Maria Gort Sardà (1912 - 1972), quiosquer i periodista
- Josep Got Anguera, (1861 – Sabadell, Vallès Occidental, 1903), autor teatral
- Isabel Granollers (1965 -), pintora
- Bartomeu Gras (1386 - Segle XV) Tresorer d'Alfons el Magnànim[36]
- Pere Gras i Bellvé (1822 - Falset 1882), dramaturg
- Francesc Gras i Elies (1850 - Barcelona 12 d'octubre de 1912), escriptor
- Francesc Gras Fortuny (1858 - 1943) Metge oftalmòleg[1][4]
- Josep Maria Gras Navarro (1797 - 1853), notari
- Francesc Gras Rebull (1895 - 1970), metge oftalmòleg
- Francesc Gras Salas (1921 - 2022), metge oftalmòleg
- Joan de Gras i Sans (1612 - Madrid 1683), escriptor[1]
- Marià Grases (Reus segle XIX/XX), polític i teixidor a mà
- Francesc Grases i Gralla (1658 - 1744), advocat[1][4][37]
- Josep Grases i Ribes (1708 - 1778), advocat i polític
- Manuel Grases i Ribes (1710 - 1784), advocat i alcalde de Reus
- Josep Grases Sabater (Segles XVIII - XIX), jurista i alcalde de Reus
- Josep Grases Saguí (Segles XVIII - XIX), militar i polític
- Manuel de Grau (1740 - Maspujols 1827), militar i alcalde de Reus
- Marià de Grau (1737 - 1799), jurista i alcalde de Reus
- Lluís Grau Barberà (1908 - 1954), metge
- Casimir Grau Company (Segles XIX-XX), comerciant
- Joan Grau Company (1832 - Barcelona 1895), empresari[1]
- Joan Grau Ferrer (1835 - Argentona 1889), comerciant i alcalde de Reus
- Joan Grau Gené (1848 - 1924), impressor i llibreter
- Joan Grau i Vernis (1818 - 1882), impressor i llibreter
- Joan Baptista Grau i Vallespinós, (1832 - Tábara, Lleó, 1893), eclesiàstic i arqueòleg
- Josep Grau Gené (1845 - 1928), llibreter
- Ramon Guardans i Vallès (1919 - Barcelona 2007), advocat i empresari
- Josep Guardià (1756 - 1828), comerciant i alcalde de Reus
- Juli Guasch (Barcelona 1865 - Reus 1885), pintor[1][38]
- Ricard Guasch (1840 - 1921), avocat i polític
- Hortensi Güell (1876 - 1899), pintor
- Josep Güell i Mercader (1840 - 1905), periodista i polític
- Ricard Guinart Miquel (1864 - Barcelona 1930), pianista i compositor
- Josep Maria Guix i Aguilar (1967 -), compositor i professor de música
- Josep Guix Lladó (1877 - 1913), compositor
- Josep Maria Guix Sugranyes (Barcelona 1911 - Reus 1993), escriptor
- Dídac Gurrea (1580 - ?1647), escriptor[1]
- Antoni Gusí Sans (1803 - 1882), empresari

## H
- Joan Antoni Hava Ferré (1873 - Santiago de Xile 1940), guitarrista i compositor, de nom artístic Antonio Alba
- Jaume Hernández (Segle XVIII), músic i mestre de Capella[1]
- Joan Homs Vidal (1863 - mitjans del segle XX), escultor
- Gaspar Huguet (segles xvii - XVIII), historiador
- Oleguer Huguet Ferré (Vilaplana 1914 - Reus 1996), escriptor
- Antoni Huguet Regué (Barcelona 1862 - Reus 1937), mestre i polític
- Pere Huguet Ribes (1921 - 2003), advocat i falangista

## I
- Coia Ibañez Ferrater (1962 -), pintora
- Josep Iglésies i Fort (1902 - Barcelona 1986), escriptor
- Josep Maria Isern i Monné (1932 -), escriptor i músic

## J
- Joan Jacob Navàs (1900 - 1960), metge
- Josep Janer (segle XVIII - segle XIX), militar i alcalde de Reus
- Josep Jansà Capdevila (1858 - Maó 1938), catedràtic de Matemàtiques
- Josep Maria Jansà Guardiola (18-VII-1901 - Maó 1994), meteoròleg
- Josep Maria Jaumà i Musté (1938 -), filòleg i traductor
- Francesc Jimeno Vidal (1906 - Barcelona 1978), metge traumatòleg
- Josep Jorba Ventura (1895 - Mèxic, mitjans del segle XX), funcionari i periodista
- Pere Jordana Borràs (1882 - 1967), alcalde de Reus
- Màrius Jordana Llevat (1920 - 2010), dibuixant
- Pere Jordana Llevat (1923 - 2007), pintor aquarel·lista
- Salvador Juanpere (Vilaplana 1953 -), escultor[39]
- Juan Juderías Cano (Aragó ? - València 1966) Banquer
- Manuel Julivert i Casagualda (1930 -), geòleg[1][40]
- Josep Juncosa Bellmunt (Borges Blanques 20 d'octubre de 1922 - Reus 31 d'octubre de 2003), futbolista
- Joaquim Juncosa i Domadel, (Cornudella 1631 – Reus 1708), pintor

## K
- Joan Kaisser Guasch, (1861 - 1930), músic i compositor[1]
- Ignasi de Kies i Guasch (Vila-seca 1754 - 1826), hisendat
- Antoni Kies Muñoz (Palma, 1839 - Reus 1918), advocat i polític
- Joan Kies Noë (Holanda, segle xvii - Reus 1708), comerciant

## L
- Josep Laporte i Salas (18 de març de 1922 - Barcelona 15 de febrer del 2005), polític
- Sebastià Laporte Vilà (1892 - segle xx), economista i empleat de banca, pare de Josep Laporte Salas
- Cristobal Litrán Canet (Almería1860 - Rubí 1926), pedagog i polític[41]
- Joaquim Llach Roig (1876 - Barcelona 1904), actor i autor teatral
- Andreu Llauradó i Fàbregas (1840 – Barcelona, 1899), enginyer[1][42]
- Francesc Llauradó Rodon (1864 - 1932), polític, escriptor i pintor[1][43]
- Noemí Llauradó i Sans (4-VI-1978), advocada i política
- Tomàs Lletget Cailà (1825 – Archena, Múrcia, 1889), metge[1][4]
- Josep Lletget Sardà (Segle XIX - Barcelona 1919), periodista i polític
- Josep Lletget Torrents (segle XVIII - segle XIX), adroguer i alcalde de Reus
- Josep Francesc Llevat Briansó (segle XX), escriptor i batlle de Reus
- Jaume Llort (1811 - 1887) Milicià[1][44]
- Josep Llovera i Bufill (7 de gener de 1846 - 7 de novembre de 1896), pintor
- Rosa Llunas Mestres (1908 - Girona 1992), pedagoga
- Josep Llunas i Pujals (1852 - Barcelona 1905), polític
- Joan Loperena i Romà (Girona 1888 - Veracruz 1957), advocat i polític instal·lat a Reus
- Pere de Luna (Benet XIII), cambrer i castlà de Reus, Papa

## M
- Ferran Madico i Rodríguez (1963 -), actor i director de teatre
- Joan Baptista Madremany (Catalunya - Madrid segle XIX), funcionari i alcalde de Reus
- Joan Magrané Figuera (1988 -), compositor
- Joan Magrinyà (1773 - segle XIX), advocat i alcalde de Reus
- Marta Magrinyà Masdéu (29-VII-1969 -), escriptora
- Joan Magrinyà Sans (segle XIX - a l'exili segle XX), dibuixant i caricaturista
- Francesc Magrinyà Solé (1883 - exili, segle XX), periodista i tipògraf
- Joan Malegue (Reus 1800 - 1873), comerciant
- Joaquim Mallafrè i Gavaldà (Reus 1941 -), traductor i lingüista
- Frederic Manaut (Reus 1868 - Toló (França) 1944), enginyer i polític
- Pere Mancha (segle XVII), banquer
- Anton Marca i Boada (1873 - Lausana, Suïssa, 1957), escriptor[1]
- Joan Marca Miró (1901 - 1990), polític
- Bonaventura de March (1753 - 1809) comerciant i alcalde de Reus
- Joaquim de March i de Bassols (Barcelona 1767 - 1843), noble i comerciant
- Salvador de March i Bellver (1718 - Barcelona 1787), comerciant i alcalde de Reus
- Francesc de March i Santgenís (1738 - Barcelona 1815), comerciant
- Josep Ignasi de March i Santgenís (Reus 1742 - 1806), militar[1]
- Joaquim de March i Virgili (1776 - segle XIX), advocat
- Josep Antoni de March i Virgili (1779 - Barcelona 1849), comerciant
- Tomàs de March i Virgili (1788-1860), militar
- Ramon Marcer Butí (Sant Pere de Ribes 1934 - Reus 2001), advocat
- Prudenci Marcó Casas (1796 - ? ca. 1840), sacerdot liberal
- Josep Marimon Pedret (1899 - segle XX), enòleg
- Sebastià Marimon Tudó (1848 - Sevilla 1896), metge i americanista
- Raül Marín i Martín (1986 -), jugador d'hoquei sobre patins
- Pere Mariné Salvat (Vilaplana 1848 - Reus 1908), advocat i periodista
- Josep Marraco i Xauxas (1814 – Barcelona, 1873), compositor
- Isidre Marsal Freixas (1845 – Barcelona, 1910), religiós escolapi[1]
- Joan Martell Domènech (1808 – 1867), guerriller i alcalde de Girona i de Reus
- Pere Martí Anguera (1842 - en lloc desconegut a finals del segle XIX), mariner
- Antoni Martí Bages (Mont-Roig del Camp 1896 - França 1944 o 1947), periodista, polític i alcalde de Reus
- Francesc Martí Ballester (1908 - Madrid 1953), comerciant i alcalde de Reus
- Josep Martí Folguera (5 de juny de 1850-21 de gener de 1929), poeta, dramaturg i polígraf
- Francesc Martí i Martí (1856 - 1913), hisendat
- Josep Maria Martí i Martí (1950 -), periodista[45]
- Carles Martí Massagué (Castellvell del Camp 23 d'octubre de 1907 - 1984), advocat i batlle de Reus
- Ramon Martí Padró (1846 - 1904), enginyer militar
- Francesc Martí Queixalós (1916 - 2002), periodista
- Pau Martí Roca (1893 – 1919) Pianista[1]
- Josep Martí i Sàbat (Reus 1880 - Barcelona 1970), escriptor i professor
- Celestí Martí Salvat (Castellvell del Camp 1912 - Reus 2001), polític
- Juli Martí Solanes (1875 - 1921), escultor[1]
- Tomàs Martí Torcal (1892 - Barcelona 1957), empresari i comerciant
- Antoni Martin i Coll (ca. 1680 - Madrid? 1734), franciscà i músic[46][47]
- Pablo Martín Sánchez (1977 -), escriptor
- Alexandre Martínez i Medina (1952 -), economista i polític
- Aleix Martorell i Guinjoan (1861 - Cartagena, Múrcia, 1906), enginyer naval[1]
- Pere Martorell Jareño (1940 - 2016), delineant i col·leccionista
- Josep Martorell Òdena (1890 - 1983), impressor i col·leccionista
- Cipriano Martos (Huétor-Tájar, Granada, 9-XII-1942 - Reus, 17-IX-1973), sindicalista mort per la Guàrdia Civil
- Antoni Martra i Solé (1941 - 2021), empresari i dirigent esportiu
- Joan Mas, (1564 – ?), mestre d'obres[1]
- Miquel Mas i Bargalló (1846 – Barcelona, 1923), músic
- Isabel Mas Fortuny (1924 - 2017), pintora
- Lluís Mas i Ossó (Poboleda 1908 - Reus 1984), esportista i polític català
- Tomàs Mas i Penes (1834 – Mèxic, 1913), religiós jesuïta[1]
- Josep Maria Mascias Òdena, (1841 - París 1908(?)), financer[1][48]
- Miquel Masdeu Homs (1814 - Barcelona 1888), milicià
- Joan Masdéu i Pallarols (30-IX-1974 -), compositor i guitarrista
- Josep Masdéu Rioja (1951 -), pilot d'automobilisme
- Esteve Massagué Martí (Castellvell, segle xix - Barcelona 1982), polític i periodista
- Lluís Massó i Simó (Riudoms 1867 - 1946), republicà i empresari[1][49]
- Josep Massó Vidal (1922 - 2004), fotògraf i industrial
- Joan Massot Gimeno (La Ràpita 1914 - Barcelona 1978), metge i escriptor
- Pere Mata i Fontanet (1811 - Madrid 27 de maig de 1877), metge
- Eugeni Mata i Miarons (1845 – 1900), escriptor i matemàtic
- Pere Mata i Ripollès (Vilallonga del Camp 1780 - Reus segle XIX), metge i polític liberal pare de Pere Mata i Fontanet
- Estanislau Mateu Mas (Tarragona 1853 - Reus 1911), compositor i pianista
- Estanislau Mateu Valls (Barcelona 1877 - Reus 1973), compositor i pianista
- Pere Mauri Aragonès (1830 - París 1906), ballarí, pare de Roseta Mauri
- Roseta Mauri i Segura (15 de setembre de 1849 - Paris 1923), ballarina
- Ramon Mayner Socies (El Vendrell 1862 - Reus 1921), empresari
- Francisco Medina Luna (1981 -), futbolista
- Josep Mercadé Martí, (1867 – 1902), escriptor[1][4]
- August Mercadé Ramon (1909 - 1967), economista i periodista
- Francesc Mercader (segles XVIII-XIX), comerciant, milicià i alcalde de Reus
- Miquel Mestre Avinyó (Mont-roig del Camp 1890 - Barcelona 1976), sindicalista actiu a Reus
- Jordi Miarnau i Banús (1942 -), empresari
- Josep Miarnau Navàs (Llardecans 1872 - Barcelona 1934), empresari
- Gregorio de Mijares (Madrid segle XIX), advocat i alcalde de Reus
- Llorenç Milans del Bosch i Mauri (1816 - 1880), militar
- Xavier Milian i Nebot (1984 -), historiador i periodista
- Joan Minguell Gasull (1878 - 1936) Advocat
- Ramon Minguell Gasull, (1870 - 1925) Eclesiàstic[1][4]
- Josep Miquel i Pàmies (1897 - 1978) enòleg i polític catalanista
- Teresa Miquel Pàmies (1900 - 1988), mestre clandestina de català després de la guerra
- Pere Miralles Casals (1909 - 1991), alcalde de Reus
- Maria del Carme Miralles i Guasch (1961 -), geògrafa i política
- Agustí de Miró i de Burgues (1798 - segle XIX), militar
- Emili de Miró i de Burgues, (segle XIX – Saragossa, 1861), escriptor i militar[1]
- Josep de Miró i de Burgues (segle XVIII - segle XIX), cavaller de l'Orde de Carles III
- Pau Miró i Claveguera (segle xviii), comerciant cavaller i ciutadà honrat de Barcelona
- Agustí de Miró i de Folch (1768 - 1807), militar i alcalde de Reus
- Josep Miró i Folguera, (1862 – Barcelona, 1938) Escriptor
- Ramon Miró Folguera (1864 - Barcelona 1927), dibuixant i escultor
- Joaquim de Miró i de March (1812 - 1867) Noble i empresari
- Pau de Miró i de March (segle XVIII - 1802), comerciant i alcalde de Reus
- Pau de Miró i de Miró (1769 - 1832), comerciant i polític
- Ferran de Miró i d'Ortaffà (Tolosa de Llenguadoc 1839 - Barcelona 1916), noble, propietari del Palau Miró
- Francesc de Miró i Roig (segle xviii), cavaller[50]
- Pau de Miró i Roig (1710 - 1781), empresari i alcalde de Reus
- Pau de Miró i Sabater (segle XVIII - 1817), doctor en dret
- Pau Miró i Simó (1675 - 1739), comerciant i ciutadà honrat
- Maria Rosa Molas Vallvé (24 de març de 1815 - 11 de juny de 1876), religiosa i santa
- Julià Molero i Briones (27 de juliol de 1946 -), botànic i farmacèutic
- Silvestre Molet Gavaldà (1836 - Barcelona 1876), dramaturg
- Joan Molins (1733 - segle XIX) comerciant i alcalde de Reus
- Antoni Molner Ribes (1822 - post 1876), milicià
- Cristòfol Montagut Genovès (1814 - 1896), administrador del Banc de Reus
- Josep Montaner Rincon (1813 - 1888), advocat, arxiver i bibliotecari municipal
- Gabriel Monter (1690 - ?), metge i alcalde de Reus
- Joan Montseny i Carret conegut per Federico Urales (1864 - 1942), anarquista
- Joan Montserrat Vergés (1853 - Granada post 1910), arquitecte[1]
- Josep Montserrat Vergés (1856 - 1913), industrial
- Francesc de Montserrat i Vives (1617 - Barcelona 1688), noble i primer Marquès de Tamarit
- Pau Morales Prat (segle XVII - Valls 1735), pintor i daurador
- Josep Maria Morató Aragonès, (1923 - Barcelona, 2006), pintor paisatgista[1][51]
- Sebastià Morlans (1835 - 1885), polític
- Josep Maria Morlius (Lleida segle xix - Barcelona 1882), industrial i polític
- Dolors Murillo i Cabré (1960 -), advocada i política
- Pere Mulet (segle XIV) Castlà de Reus[52]
- Joan Muñoa (Palma primer terç del segle xix - Reus 1873), impressor
- Josep Murgades Barceló (1951 -), filòleg

## N
- Francesc Nacente Soler (1841 - Sant Genís dels Agudells 1894), escriptor i editor[1]
- Fermí Nadal i Valls (1759 - Cadis 1811), metge militar[1]
- Francesc Navarro Borràs (1905 - 1974), arquitecte
- Eduard Navàs (1857 - segle XX). Impressor
- Francesc de Nicolau i de Bofarull (1805 - 1867), noble i empresari
- Ramon de Nicolau i Ferrer (1722 - 1779), comerciant i alcalde de Reus
- Antoni de Nicolau i de Folch (1785 - 1848), militar
- Ramon de Nicolau i de Folch (1782 - 1811), cavaller i comerciant
- Carles de Nicolau i Iglésies (Salamanca 1819 - Vinyols i els Arcs 1903), militar
- Francesc de Nicolau i de Miró (1756 - Ulldecona 1809), comerciant
- Marià de Nicolau i Querol (1694 - 1768), comerciant
- Josep de Nicolau i de Tovar (1838 - València 1883), militar
- Manuel Nieto i Matañ (1844 – Madrid, 1915), compositor
- Pere Noguers (1551 - Santes Creus 1608), abat de Santes Creus
- Maria Magda Nogués Anguera (1926 - 2021), pintora
- Miquel Nolla i Bruixet (1815 - Meliana, Horta, 1879), industrial
- Albert Nolla Cabellos (1974 -), traductor
- Enric Nomdedéu i Biosca (1961 -), polític
- Antoni Nomen (1953 -), poeta
- Julià Nougués Subirà (1867 - Calatayud, Aragó, 1928), republicà i advocat
- Joan Josep Nuet i Pujals (1964 -), polític
- Gerard Nus Casanova (1985 -), entrenador de futbol

## O
- Camil Òdena (1881 - segle XX), periodista i treballador de banca
- Pere Òdena Pujol (segle xix), empresari importador
- Isabel Olesti Prats (12-IV-1957 -), escriptora i periodista
- Josep Olesti Trilles (!905 - 1997), empresari i escriptor
- August Oliva Julià (s. XIX - 1912), músic
- Enric Oliva Julià (1861 - 1935), polític i alcalde de Reus[1]
- Josefina Oliva Teixell (1912 - Mèxic 2007), geògrafa
- Ceferí Olivé Cabré (1907 - 1995), pintor
- Josep Oliver Aixalà (segles XIX-XX), jutge i alcalde de Reus
- Albert Olives (Falset 1787 - Tarragona 1827), advocat i militar, regidor a l'ajuntament de Reus
- Francesc Olives (1502 - Tarragona post 1577), pintor
- Maria Àngels Ollé Romeu (Sant Sadurní d'Anoia 1937 - Reus 2019), pedagoga i escriptora
- Pere Oller (Tarragona segle xiv - Tarragona 1449), cambrer de Reus
- Bernat d'Olzinelles (Tarragona segle xiv), castlà de Reus[53]
- Joan d'Olzinelles (segle XIV - Vilaseca 1397), castlà de Reus[53]
- Panagiotis G. Orfanidis (Trebisonda (Turquia) 1900 - Reus 1993), comerciant
- Antoni Oriol i Buxó, (1833 – Barcelona, 1892), argenter i orfebre[1][54]
- Josep Ornosa i Soler (1889 - 1971), industrial i fotògraf[1]
- Pau Ornosa Soler (segle XIX - 1951), farmacèutic i alcalde de Reus
- Pau Orri (Barcelona segle xviii - segle XIX), franciscà trabucaire, conegut com "el Pare Punyal", assaltà Reus el 1827
- Joan Orpinell i Queraltó (1932 -), jugador d'hoquei
- Ramir Ortega Garriga (Sort 1899 - Mèxic 1972), polític i alcalde de Reus

## P
- Jaume Padró i Ferrer (1826 - 1911), dibuixant i comerciant[1][55]
- Heribert Padrol i Munté (20-IX-1964), advocat i polític
- Gabriel Padrós Costa (1832 - Madrid 1904), enginyer industrial
- Rosa Pagès Pallisé (1967 -), escriptora
- Pere Pagès i Rueda (1856 – Barcelona, 1929), periodista[1]
- Damià Pallarès (segles XVI - XVII), mestre d'obres
- Teresa Pallarès Piqué (Marçà 1964 -), política
- Ricard Pallejà (1867 - 1914), periodista i escriptor
- Ramon Pallejà i Vendrell, (1864 - València 1939), escriptor i polític republicà[1][4][56]
- Ramon Pallicé i Torrell (1928 -), escriptor
- Esteve Pàmies (segle XIX - Tarragona 1907), impressor
- Gaietà Pàmies Juncosa (s. XIX - 1860), advocat
- Josep Maria Pàmies Juncosa (1813 - 1881), polític i alcalde de Reus[1]
- Josep Parellada (segle xix), industrial
- Joseph Parés (segles xvii - XVIII), metge i alcalde de Reus
- Maria Antònia París i Riera (Vallmoll, Alt Camp, 28 de juny de 1813 - Reus, 17 de gener de 1885), religiosa
- Benvingut Pascó Miró (1897 - 1968), militar i guàrdia civil
- Antoni Pascual i Cugat (1858 - La Selva del Camp 1921), industrial i escriptor[1][57]
- Lluís Pasqual i Sánchez (1951 -), director de teatre
- Antoni Pascual Vallverdú (La Selva del Camp 1834 - 1903), industrial i alcalde de Reus
- Antoni Pastells Alguer (1727 - 1809), metge
- Josep Pauló (1733 - París 1786), diplomàtic
- Lena Paüls i Obré (15-II-1952 -), escriptora
- Josep Pedret i Oller (Barcelona - segle xvii - Reus segle xviii), advocat i alcalde de Reus
- Antoni Pedrol Rius (10 de febrer de 1910 - Madrid 1992), advocat
- Estanislau Pedrola Rovira (Montbrió del Camp 1907 - Flossenbürg (alemanya) 1944), fotògraf
- Pere Pelfort (1850 - segle XX), periodista i polític
- Joan Pellicer Llauradó (1822 - 1890), periodista
- Carles Pellicer i Punyed (1958 -), polític
- Joan Pere (Tarragona, segle xv - Tarragona, 1476), cambrer de Reus
- Lídia Pérez (1971 -), pintora
- Lluís Miquel Pérez Segura (1956 -), polític i alcalde de Reus
- Romà Perpinyà Grau (1902 - 1991), economista
- Ramon Perxells (1787 - segle XIX), aartaire o fabricant de cartes de joc
- Joan Perramon (segles XVIII - XIX), comerciant i alcalde de Reus
- Josep Pesaña Pinyol (1829 - S. XX), inventor[1]
- Jaume Peyrí Rocamora (1877 - Barcelona 1950), metge
- Tomàs Piñol Gasull (segle XIX - segle XX), comerciant i alcalde de Reus
- Ramon Pintó (1769- segle XIX), comerciant i alcalde de Reus
- Fructuós Piqué Salvat (1875 - 1958), compositor
- Maria Teresa Piquer i Biarnès (? -), pedagoga
- Jaume Plana Gaya (1879 - Barcelona 1939), comerciant i alcalde de Reus
- Antoni Planàs Marca (1890 – Barcelona, 1980) Músic
- Faustí Planàs Mora (1862 - Alforja 1901), periodista i escriptor
- Miquel Planàs Mora (1861 - Barcelona 1915) Músic
- Carme Plaza i Arqué (1946 -), filòloga i historiadora
- Jaume Pomerol (!684 - segle xviii) Fonedor de campanes
- Antoni Pons Anguera (1810 - finals del segle XIX), historiador
- Joseph Pons Borrell (1686 -) Sergent casat a Xàtiva
- Marià Pons i Espinós (1823 - 1886), polític
- Marian Pons Tàrrech, (1811 – Madrid, 1884), polític i advocat[1]
- Isidre Pons Torras (Esparreguera segle xix - Reus 1944), empresari i alcalde de Reus
- Antón Pont i Amenós, (Tàrrega 1934 -), empresari
- Enric Ponz i Junyent (1894 - Barcelona 1936), futbolista
- Porta (abat) (Reus, segle xiv - Santes Creus 1404), monjo, abat de santes Creus i erudit
- Antoni Porta i Pallissé (1877 - 1939), periodista i catedràtic[1][58]
- Jaume de Porta i Vernet (1929 -), paleontòleg[1][59]
- Pierre Porxe (Roézé-sur-Sarthe segle xviii - 1787), gravador i xilògraf
- Carles Prats i Cot (1971 -), biòleg i polític
- Pere Prats Sobrepere (1943 -), dibuixant i periodista
- Casimir Prieto Valdés, (1846 - Buenos Aires, Argentina, 1906), escriptor i periodista[1][60]
- Joan Prim i Prats, (16 de desembre de 1814 - Madrid, 30 de desembre de 1870), general i president del consell de ministres d'Espanya
- Jaume Prius Montaner (1799 - 1870), milicià i empresari
- Francesc Prius Planas (1836 - segle XX), empresari i alcalde de Reus
- Josep Raimon Prous Cochs (1930 -), bioquímic i empresari
- Josep Maria Prous i Vila (1899 - 1978), poeta
- Irene Prunera Sedó (1878 - Barcelona post 1959), periodista i pacifista
- Pere Puig, negociant (segle XVIII - segle xviii), primer alcalde de Reus després del Decret de Nova Planta
- Joan Puig Alguer (1852 - 1926), periodista i funcionari
- Antoni Pujades, (segle XVI - segle XVII) Mestre de cases[1][61]
- Agustí Pujol, (Vilafranca del Penedès 1585 - Reus 1629), escultor barroc
- Bernat Pujol (Camp de Tarragona segle xiv - Tarragona 1410), cambrer de Reus
- Dolors Pujol Solanellas (1900- finals del segle xx), bibliotecària
- Joan Pujol Capsada (1880 - 1942), compositor
- Josep Pujol Capsada (1869 - 1944), metge
- Maria Àngela Pujol Solanellas (1911 - 1979), pedagoga

## Q
- Jaume Quer Ballester (1815 - 1888), argenter i polític
- Lluís Quer Boule (1881 – Madrid, 1968), diplomàtic i escriptor[1][62]
- Lluís Quer Cugat (1850 – 1900), escriptor i comerciant
- Josepa Quer Ivern (1818 - 1883), religiosa
- David Querol Blanco (1989 -), futbolista
- Ferran de Querol i de Bofarull (1857 – Tarragona, 1935), escriptor[1][63]
- Irache Quintanal Franco (1978 -), llançadora de pes
- Mariona Quadrada (1956 -), escriptora i política

## R
- Artur Rabassa Barbenys (1881 - 1940), impressor
- Ramon Guillem (canonge) (Montpeller segle xii - Tarragona 1237), cambrer de Reus
- Maria Misericòrdia Ramon Juanpere (1951 -), política
- Artur Ramos i Horta (1887 - 1973), músic i compositor
- Joan Rebull Torroja (1899 - 1981), escultor
- Francesc Recasens i Mercadé (1893 - Barcelona 1965), banquer i escriptor
- Eduard Recasens i Mercadé (Barcelona 1884 - París 1939), economista i financer
- Josep Recasens i Mercadé, (1883 – 1954), polític
- Guillem de Requesens (Tarragona segle xiii - 1303), cambrer de Reus
- Estanislau de Reus (1855 – València, 1918), religiós caputxí
- Josep Maria Ribas Prous (1940 -) fotògraf
- Francesc Ribas i Soberano, (1893 – Barcelona, 1965), metge i polític
- Carme Ribé Ferré (1920 - Barcelona 1991), bibliotecària
- Pere Ribera Gaya (1818 - l'Espluga de Francolí, 1867), pedagog
- Joan Rincón Gil (segle XVIII - segle XIX), advocat i alcalde de Reus
- Josep Risueño Granda (1948 -), escriptor
- Pere Rius i Gatell (1898 - 1973), arqueòleg i conservador de museu
- Jordi Rius Jové (1961 -), historiador
- Antoni Rius i Miró, (1890 – Madrid 1973), químic
- Sergi Roberto i Carnicer (1992 -), futbolista
- Francesc Robuster i Sala (Igualada, 1544 - Vic, 1607), polític i bisbe
- Cristòfol Robuster de Sentmenat (1525 - 1603), religiós
- Narcís Roca (Vic 1808 - Reus 1875), impressor
- Josep Roca Cònsul (1810 - Barcelona 1862), metge
- Francesc Roca i Ferrer (1843 - 1910), impressor
- Marian Roca i Munté, (1886 – Mèxic, 1976), tipògraf i polític
- Francesc Roca i Vila (Barcelona 1776 - Reus 1847), impressor
- Ramir Rocamora Bernat (1877 - Verges, Baix Empordà, 1939), escultor
- Francesc Rocamora Pàmies (1776 - Manila 1861), missioner dominic
- Isabel Rodés Quer (!901 - Salou 1980), periodista
- Maria Rosa Rodrigo (1937 -), pintora
- Josep Rodríguez i Martra (Reus 1835 - Barcelona 1893), militar
- Esteve Rodríguez i Miró (1744 - Bergara 1795), militar i governador de la Louisiana
- Joan Rofes Miret (1928 - 1996), empresari
- Josep Rofes Aleus (Sevilla 1830 - Reus 1878), metge i escriptor
- Rosa Roig Boqué l'Allera (1898 - 1972), venedora de castanyes i militant del POUM
- Joan Maria Roig i Borràs (Espluga de Francolí 1950 -), polític i alcalde de Reus
- Jaume Roig Padró (1897 – Mèxic, 1969), doctor en medicina
- Joan Roig i Solé (1835 – Barcelona, 1918), escultor
- Marta Roigé (1979 -), pintora
- Víctor Josep Roselló Martí (1808 - Bordeus post 1885), enòleg, terratinent i alcalde de Reus
- Víctor Rosselló Nadal (1844 - 1914), escriptor
- Andreu Roselló Pàmies (1916 - Barcelona 1978), periodista
- Francesc Rovellat (1760 - segle XIX), comerciant i alcalde de Reus
- Joan Rovirosa Blanch (1887 - l'Aleixar 1956), advocat i pintor
- Raimon Rovirosa i Blanch (1872 - Barcelona 1930), advocat i polític republicà[1][64]
- Joan de la Rúbia, (1952 - ?), cantant i poeta.
- Joan Rubió i Bellver (1871 – Barcelona, 1952), arquitecte
- Marià Rubió i Bellver (1858 - Barcelona 1952), enginyer militar
- Aureli Ruiz (1959 -), artista visual
- Meritxell Ruiz i Isern (1978 -), política
- Francesc Ruiz i Valbuena (1971 -), futbolista
- Pere Rull Trilla (Falset 1856 - Reus 1921), notari i propietari a Reus

## S
- Matilde Sabaté Grisó (1904 - Girona 1940), anarcosindicalista i mestra
- Pau Sabaté Jaumà (1872 - Barcelona 1954), pintor
- Gaietà Sabater (primer terç del segle xix - Barcelona 1895), impressor i editor
- Pere Sabater (1815 - 1856), periodista i impressor
- Joan Sabater i Escudé (1938 -), esportista (hoquei damunt patins)
- Antoni Sabater i Esteve (1899 - 1978), industrial i filantrop
- Josep Sabater Esteve (1893 - Barcelona segle XX), comerciant i polític
- Bonaventura Sabater March (segle XVIII - segle XIX), comerciant i ciutadà honrat
- Jaume Sabater Vallès (1899 - 1978), metge
- Pere Sagristà i Ollé (1960 -), director i investigador de teatre
- Salvador Sáinz (1950 -), escriptor, actor
- Bonaventura Salas i Bofarull (Segle XVIII), religiós[1]
- Mercè Salas Pujol (1893 - 1919), soprano
- Jordi Salas i Salvadó (1958- ), metge
- Antoni Salas Simó (1713 - Tarragona 1797), religiós[1]
- Emili Saleta i Llorens (1888 – Barcelona, 1953), escriptor
- Ròmul Salleres Rocamora (Barcelona 1880 - 1952), escriptor i membre del Grup modernista de Reus
- Jack Salter (Melbourne 1930 - Reus 1993), ceramista
- Josep Saludes (segle XVIII - segle XIX), comerciant i alcalde de Reus
- Teodor Salvadó (València 1828 - Reus 1893), periodista
- Antoni Salvat Martí (22-X-1851 Barcelona 20-I-1905), metge militar
- Josep Salvat Martí (1857 - Barcelona 1928), metge militar
- Laura Sánchez García (1979 -), patinadora
- Francesc Sanjuan Montserrat (1919 - 1978), periodista esportiu
- Bonaventura Sanromà i Quer, (1864 – 1942), escriptor[1][4][65]
- Rafael Sans (1812 - La Paz, Bolívia, 1899), missioner[1][66]
- Pau Sans Anfrons (1908 - 1971), polític
- Josep Maria Sans Ciurana (1903 - 1976), ciclista
- Josep Sans Ferré (1886 - Figueres 1920), pedagog i periodista
- Juvenal Sansó Garrit (1929 -) Pintor[1]
- Joaquim Santasusagna i Vallès (1899 - 1982), geògraf i escriptor
- Joan de Sant Boi (segle XII - Tarragona 1206), cambrer de Reus que donà carta de franquesa[67]
- Ramon de Sant Llorenç (segle XII - Tarragona 1217), cambrer de Reus
- Agustina Saragossa i Domènech, coneguda per "Agustina d'Aragó" (1786 - Ceuta 1857), heroïna
- Josep Sardà i Cailà (1785 - 1869), empresari i filantrop
- Pere Sardà i Cailà (1803 - 1860), polític
- Joan Sardà i Farriol (Igualada 1901 - Reus 1972), empresari. Donà nom al barri Niloga de Reus.
- Jaume Sardà i Ferran (1868 - 1939 o 1940), publicista republicà[1][4][68]
- Manuel Sardà Martí (1860 - 1921), comerciant. Alcalde de Reus
- Antoni Sardà i Moltó (1901 - 1978), arquitecte
- Joan Sariols Porta (1820 – Barcelona, 1886), compositor
- Viuda Sastres (Barcelona segles XVIII - XIX), impressora i llibretera a Reus durant la Guerra del francès
- Joan Savall (segle XIV) Castlà de Reus
- Pere A. Savé (1878 - 1952), periodista
- Josep Pere Savé Tortajada (1911 - finals del segle XX), metge
- Salvador Sedó i Alabart (1969 -), polític
- Salvador Sedó Llagostera (1900 - 1991), periodista i polític
- Salvador Sedó i Marsal (1936 - 2017), enginyer i polític
- Antoni Sedó Pàmies (1842 – Barcelona, 1902), industrial i polític
- Jaume Segarra (vers 1480 – 1543), pintor
- Domènec Segimon Artells (Reus 1876 - Barcelona 1959)
- Roser Segimon i Artells (1870 - 1964), propietària de "La Pedrera" (Casa Milà)
- Josep M. Segimon Rodés (1858 - 1926), alcalde de Reus
- Neus Segrià Fortuny (Tarragona 1931 - 2021), ceramista
- Josep Selva Vives (1902 – Barcelona, 1987), novel·lista i historiador de l'art[1][69]
- Eduard Sendra i Nogués (1979 -), músic i compositor
- Josefina Senespleda (1851 - Barcelona segle XX), soprano
- Joan Sentís i Nogués (Torroja 1899 - 1937), advocat i polític
- Pere Serra i Andreu (1899 - 1983), futbolista
- Serafí Serra Matas (segle XIX - Barcelona 1891), alcalde de Reus
- Antoni Serra i Pàmies (Valls 1859 - Reus 1929), polític, mort a Reus, nascut a Valls
- Josep Serra i Pàmies (1900 - segle XX), pscriptor i polític
- Miquel Serra i Pàmies (1902 – Mèxic, 1968), polític
- Gabriel de Simó (1685 - 1773) Ciutadà honrat i alcalde de Reus
- Josep de Simó (1655 - 1730), ciutadà honrat i alcalde de Reus
- Josep Simó Amat (1815 - finals del segle XIX), metge
- Jaume Simó i Bofarull (1884 - Torreón, Mèxic, 1958), polític
- Josep Simó i Bofarull (1889 – 1966) Arquitecte[1][4][70]
- Josep Siré Casas (Reus 1924 - Logronyo 2013), pintor[1]
- Joan Sirolla Ribé (1916 - 2005), regidor i funcionari
- Pere Sirvent Oliver (1826 - Barcelona 1887), empresari
- Ramon de Siscar i de Montoliu, (1839 – Barcelona, 1889), escriptor i historiador[71]
- Antoni de Sisteré Hernández (1844 - 1922), pintor i enginyer
- Domènec Soberano Mestres, (1825 – 1909), pintor
- Càstul Soberano Roca (1859 - 1895) Pintor
- Maria del Carme de Sojo i Ballester (1856 - Barcelona 1890), membre del tercer orde laic dels carmelites
- Tomàs Sol Carbonell (Sarral 1758 - Reus, post 1819), metge
- Joan Sol i Ortega (1849 – Barcelona, 1913), polític republicà
- Josep Solé i Barberà (Llívia 1913 - 4 de gener de 1988), polític i advocat
- Domènec Solé Gasull (1947 -), historiador
- Antoni Soler i Clariana (1835 – 1896), polític republicà[1][4][72]
- Antoni Soler Rosselló (1899 - segle XX), dibuixant
- Eva Soriano Sánchez (1990 -) humorista i presentadora de televisió
- Gil Soriguera (segle XIX - 1837) Estudiant i malfactor
- Pere Soriguera Aulès (1810 - Tarragona 1838), periodista i polític
- Antoni Soriguera Crehuet (Torà segle xviii - Reus 1843) Apotecari
- Joan Sotoca Montserrat (1895 - segle xx), artista i escultor
- Andreu Sotorra i Agramunt (1950 -), escriptor i periodista
- Alba Sotorra Clua (1980 -), directora i productora de cinema documental
- Pere Sotorra Ferré (1857 - Barcelona 1941), cantant d'òpera
- Francesc Subirà Grau (1841 - Tarragona 1891), diplomàtic
- Francesc Subirà Parera (1798 - 1881), militar i alcalde de Reus
- Francesc Subirà i Rocamora (Vic 1927), psiquiatre i polític
- Tomàs Sucona i Vallès (1842 – Tarragona, 1907), eclesiàstic[1][4][73]
- Jordi Sugranyes Agràs (1972 -), periodista
- Misericòrdia Sugrañes Barenys (1956 -), advocada i política
- Anna Sugrañes Boix (Barcelona 1911 - Reus 2004), sindicalista i membre del PSUC
- Victorià Sugranyes Fernández (1807 - 1860), militar
- Domènec Sugrañes i Gras (1879 – Barcelona, 1938), arquitecte
- Francesc Sullivan (1701 - 1782), comerciant i alcalde de Reus
- Pere Sunyer (1749 - 1818), c Comerciant
- Narcís Sunyer i Veciana (1768 - 1847), comerciant
- Leopold Suqué (1837 - 1907), empresari
- Antoni Suqué Sucona (1866 - Barcelona 1956), diplomàtic[1]

## T
- Josep Tapiró i Baró (7 de febrer de 1836 - Tànger 4 d'octubre de 1913), pintor
- Oriol Tarragó (1976 -), dissenyador de so
- Josep Tarragó i Colominas (1945 - Barcelona 2014), veterinari
- Joan Tarrats Aleu (1815 - 1885), empresari
- Josep Maria Tarrats Homdedeu (1847 - 1918), empresari
- Josep Tàrrech Bofarull (1821 - finals del segle XIX), militar
- Víctor Terradellas Maré (1962 -), empresari i polític
- Marian Thomàs (segle XVIII - segle XIX), familiar de la Inquisició i alcalde de Reus
- Josep Thous Puey (1871 - Rosario (Argentina) 1911), obrer anarquista
- Baltasar de Toda (1785 - 1855), militar, hisendat i alcalde de Reus
- Eduard de Toda i Albertos (Alcalá de Henares 1817 - Barcelona 1888), advocat i alcalde de Reus
- Eduard Toda i Güell (1855 - Poblet, 1941), diplomàtic i escriptor
- Jon Toral (1995 -), futbolista
- Francesc Torné i Domingo (1820 - Falset 1880), forner i escriptor[1][74]
- Salvador Torrell i Eulàlia (1900 - Barcelona1990), escriptor i editor
- Agustí Torroja (1864 - segle XX), llibreter
- Pau Torroja (segles XVIII - XIX), comerciant i alcalde de Reus
- Bernat Torroja i Ortega (1818 – 1909), polític
- Joaquim Torroja Quinzà (1846 - segle XX), diplomàtic
- Román Torroja Quinzà (1852 - Cuba 1896), militar
- Josep Torroja i Tarrats (1843 - 1886), impressor i llibreter
- Sebastià Torroja i Tarrats (1853 - 1937), advocat i periodista[1]
- Artur Tort Nicolau (Tortosa 1878 - Reus 1950), metge i filatèlic.
- Francesc Tosquellas i Zamora (segle xix), impressor
- Francesc Tosquelles Llauradó (1912 - Occitània, 25 d'octubre de 1994), psiquiatre
- Pere Totosaus (1887 - 1964), comerciant i polític
- Francesc Tous Aulès (1912 - post 1980), músic i compositor
- Claudi Tricaz Arnillas (Barcelona 1879 - Reus 1952), metge i alcalde de Reus
- Carles Tricaz Vila (1913 - 1980), periodista i funcionari
- Hipòlit Trullàs (1771 - 1813), sacerdot i mestre de capella

## U
- Marià Urdiain i Asquerino, (1889 – Madrid, 1957), actor teatral i de cinema
- Agustí Urgellès Artiga (1885 - Vic mitjans del segle XX), pintor i dibuixant
- Josep Urgellès Morell (1923 - Grècia 1980), empresari i comerciant
- Jaume Utrillo Morlius (1887 - 1976), farmacèutic i periodista

## V
- Eladi Vallduví Casals (26 d'abril de 1950 -), tirador de fossa olímpica
- Marcel·lí Vallduví Romeu (1804 - 1880), comerciant i polític
- Narcís Vallès (segle XVIII - segle XIX), arquitecte[1][75]
- Francesc Vallès i Cuchi (segle XIX – Barcelona, 1879), arquitecte[75]
- Francesc Vallès Vives (1971 -), polític
- Bonaventura Vallespinosa Salvat (Vilafranca del Penedès 1899 - Reus 1987), metge i traductor
- Bonaventura Vallespinosa Sistaré (Valls 1868 - Vallirana 1933), periodista i funcionari
- Miquel Valls, hisendat (segle XVIII - segle XIX), pagès i alcalde de Reus
- Pau Valls Bonet (1814 – Barcelona, 1888), escriptor
- Antoni Valls Julià (Gandesa segle xix - Reus segle XX), farmacèutic i alcalde de Reus
- Coia Valls i Loras (1960 -), escriptora
- Josep Vázquez Bardina (1870 - Tarragona 1920), escriptor i pintor
- Antoni Veciana Ribes (1977 - ), filòleg i escriptor
- Joan Velilla i Alcaraz (1927 - 1995), actor
- Miquel Ventura i Balanyà (1879 – Madrid, 1939), escriptor
- Antoni Verdaguer Llunell (Madrid 1742 - Reus 1820), pintor
- Jacint Vergés Gilabert (1866 - 1900), músic
- Jaume Vidal (segle XVII), organista
- Joan Baptista Vidal (1815 - 1882), impressor i llibreter
- Miquel Vidal (segle xvi), espaser
- Josep Vidal i Llecha (1907 - Nova York 1983), jurista i escriptor
- Miquel Vidal i Llecha (1896- Cabassers 1968), farmacèutic
- Teresa Vidal i Nolla (1897 - Barcelona 1988), escultora
- Francesc Vidal Roca (1816 - Oviedo 1880), músic i compositor
- José Antonio Vidal Sales (1921 -2008) escriptor i guionista de còmics
- Francesc Vidiella (segle xix), mmpressor
- Ramon Vidiella i Balart (1860 - 1927), advocat i polític
- Pere Vidiella i Simó (1893 – 1975), escultor i dibuixant
- Ramon Vidiella Simó (1845 - 1919), caricaturista
- Manuel Vignau (Auloron (Bearn), segle xviii - Reus, segle XIX), comerciant d'aiguardent
- Macià Vila i Mateu (Igualada 1811 - Reus 1866), industrial
- Celedoni Vilà Torroja (1769 – 1821), historiador
- Bertran de Vilafranca (Tarragona segle xiii - Tarragona 1288), cambrer de Reus
- Ramon de Vilafranca (Tarragona segle xiii - Tortosa 1279), cambrer de Reus
- Albert Vilalta i González (1933 - Barcelona 2013), polític
- Jaume Vilalta i Gonzàlez (1928 - Barcelona 2005), advocat i empresari
- Joan Vilanova Montañà (1890 - 1954), advocat i polític
- Salvador Vilanova Pujals (1858 - 1893), escriptor i polític[4]
- Salvador Vilaseca i Anguera (17 d'abril de 1896 - 13 d'abril de 1975), metge, prehistoriador i paleontòleg
- Lluïsa Vilaseca Borràs (1924 - ), historiadora i arqueòloga
- Pau Vilella Casas (1815 - 1870), empresari
- Montserrat Vilella Cuadrada (1966 -), psicòloga i política
- Joan Vilella Estivill (1878 - 1925), empresari
- Joan Vilella Llauradó (27-XII-1842 - 9-III-1894), industrial i polític
- Gaietà Vilella Puig (1898 - Barcelona 1966), polític i financer
- Joan Vilella Puig (Barcelona 1893 - 1960), empresari reusenc, nascut incidentalment a Barcelona, fundador de la Banca Vilella
- Magí de Viles (Selvanera 1671 - Nàpols 1725), comerciant i governador austriacista del Camp de Tarragona
- Jordi Villacampa i Amorós (1963 -), jugador de basquetbol
- Josep Vinyes Camplà (1847 - Tarragona 1928), teòleg i eclesiàstic[1]
- Gaietà Virgili Veciana (Vilallonga del Camp 1878 - Reus 1973), comerciant i polític
- Ramon Vives Ayné (1815 - Pontevedra, Galícia, 1894), pintor[1][76]
- Ricard Vives i Sabaté (1907 - Vilanova i la Geltrú 1995), impressor i gravador[1][77]
- Pere Voltes Bou (1926 - Barcelona 2009), historiador

## W
- Ricard Wyneken Segimon (1882 - Barcelona 1935), comerciant i polític

## Y
- Enric Yzaguirre Basterretxe (Ciboure 1849 - Reus 1922), industrial d'origen basc i empresari

## Z
- Antoni Zaragoza Mercadé (1937-2019), col·leccionista i escriptor